# Zapornia atra
La polluela de la Henderson (Zapornia atra)  es una especie de ave gruiforme de la familia Rallidae endémica de la isla Henderson en el Pacífico meridional. Está amenazada por la pérdida de su hábitat.
Se estima que la población total de esta especie no voladora consta de unos 6200 individuos adultos, lo que aproximadamente representa unos 9300 individuos en total.

## Hábitat y ecología
La especie se encuentra tanto en los bosques densos como en los abiertos de toda meseta isleña, ambos dominados por ejemplares de Pisonia y Pisonia / Xylosma, y en matorrales de Timonius, también aparece en los bosques de la costa, de Pandanus-Thespesia-Argusia, y en los bosquecillos de cocoteros de las playas.
Es un ave ovnívora y parece ser una oportunista que aprovecha los incrementos estacionales de sus presas. Busca alimento entre la hojarasca recolectando diversos elementos como huevos del escinco Emoia cyanura, grandes nematodos, escarabajos, polillas, arañas, orugas, caracoles y pequeños insectos.
Su época de cría es larga, se extiende desde julio hasta febrero, y no son raras las dobles nidadas. La puesta suele constar de 2 o tres huevos. Los progenitores pueden tener ayudantes en la defensa de los huevos y los polluelos de los cangrejos y las ratas. Según una pequeña muestra de estudio la supervivencia anual de los adultos es de al menos el 43%, y la taxa de reproducción era de al menos 0,95 pollos que sobreviven hasta el mes por pareja y año.